# نفرین (فیلم ۱۹۸۸)
نفرین (به مجاری: Kárhozat) فیلمی سیاه‌وسفید به کارگردانی بلا تار محصول ۱۹۸۸ مجارستان است. فیلم‌نامه اثر را بلا تار با همکاری لاسلو کراسناهورکایی نوشته‌است. نفرین یکی از فیلم‌های مورد علاقه سوزان سانتاگ بوده‌است. همچنین این فیلم با آثار آندری تارکوفسکی و میکل‌آنجلو آنتونیونی مقایسه شده‌است.

## داستان فیلم
نفرین داستان کارِّر (میکلوش سِکِی) را روایت می‌کند، مردی افسرده که عاشق خواننده‌ای متأهل (والریا کِرِکِش) در یک بار محلی به نام تیتانیک است. خواننده به این رابطه پایان می‌دهد؛ چرا که در آرزوی مشهور شدن است. نوشیار بار (دیولا پائِر) نقشهٔ کاری قاچاقی را با کارِّر در میان می‌گذارد و او نیز آن کار را برای دور کردن شوهر ورشکستهٔ خواننده پیشنهاد می‌کند که سفری سه‌روزه برای رساندن بسته‌ای در ازای بیست درصد پورسانت است اما همه چیز طبق برنامه پیش نمی‌رود و کارر مأیوس می‌ماند.